# Vincenzo Fagiolo
Vincenzo Fagiolo (Segni, 5 de fevereiro de 1918 – Roma, 22 de setembro de 2000) foi cardeal italiano e presidente do Pontifício Conselho para os Textos Legislativos de 1990 até 1994.
Fagiolo foi educado no Seminário de Segni, no Seminário de Anagni e na Pontifícia Universidade Lateranense, ganhando doutorado em teologia e direito canônico. Foi ordenado em 6 de março de 1943 e trabalhou na diocese de Roma de 1943 a 1971.
Como jovem padre na paróquia dos Santos Fabiano e Venâncio, o padre Fagiolo auxiliou o padre Pietro Palazzini, vice-reitor do Pontifício Grande Seminário Romano, a abrigar judeus dos nazistas, nos terrenos da Basílica de São João de Latrão. Para este Fagiolo, Palazzini foi homenageado em 1983 como "Justo Entre as Nações" pelo Yad Vashem.
Ele participou do Concílio Vaticano II como um especialista. O papa Paulo VI nomeou-o arcebispo de Chieti-Vasto em 20 de novembro de 1971. Ele serviu como vice-presidente da Conferência Episcopal da Itália de 1979 até 1984. Fagiolo foi homenageado por Yad Vashem como Justo Entre as Nações em 1983. Ele renunciou à pastoral Governo da Arquidiocese de 15 de julho de 1984. Em 1990, o Papa João Paulo II nomeou-o Presidente do Pontifício Conselho para os Textos Legislativos. Ele foi criado e proclamado cardeal-diácono de S. Teodorono consistório de 26 de novembro de 1994. Ele renunciou à presidência do Pontifício Conselho em 19 de dezembro de 1994. Ele perdeu o direito de participar de um conclave quando completou 80 anos em 1998, e morreu dois anos depois.